# Solačka Sena
Solačka Sena (en serbe cyrillique : Солачка Сена) est un village de Serbie situé dans la municipalité de Vladičin Han, district de Pčinja. Au recensement de 2011, il comptait 77 habitants.

## Démographie
| 1948 | 1953 | 1961 | 1971 | 1981 | 1991 | 2002 | 2011 |
| ---- | ---- | ---- | ---- | ---- | ---- | ---- | ---- |
| 390  | 397  | 399  | 352  | 274  | 163  | 162  | 77   |

|  |